# リカール・サンチェス
- リカルド・サンチェス

リカール・サンチェス・センドラ（カタルーニャ語: Ricard Sánchez Sendra、2000年2月22日 - ）は、スペイン・カタルーニャ州サント・ハウメ・デルス・ドメニス出身のサッカー選手。プリメーラ・ディビシオン・グラナダCF所属。ポジションはDF。

## 経歴

### クラブ
2013年までタラゴナのジムナスティック・タラゴナのカンテラでプレーしていたが、その後、FCバルセロナのユースカテゴリーに契約し、2017年まで在籍した。同年、CDトレドと契約。その後、2018年にアトレティコ・マドリードと契約。2018年8月26日、ADウニオン・アドラヴェ戦でデビューした。2019-20シーズンからアトレティコ・マドリードBに昇格した。2020年12月16日、コパ・デル・レイでテルセーラ・ディビシオン（4部）のCDカルダサール戦にスタメン出場し、トップチームデビュー、ゴールを決めた。
2021年8月31日、グラナダCFと4年契約を結び、2021-22シーズンはCDルーゴへレンタル移籍することが発表された。

### 代表
2018年、スペインのU-19チームに招集された。

## タイトル
グラナダ
- セグンダ・ディビシオン : 1回 (2022-23)